# 1940年の宝塚歌劇公演一覧
本項目では、1940年の宝塚歌劇公演一覧（1940ねんのたからづかかげきこうえんいちらん）について示す。

## 一覧
（）内は、作者または演出者名。

### 宝塚公演

#### 月組
- 1月1日 - 1月24日　宝塚大劇場
  - 『白雪姫』（小松栄　翻案、宇津秀男　脚本）
  - 『すめらみくに』（岡田恵吉　構成・演出）

#### 雪組
- 1月26日 - 2月24日　宝塚大劇場
  - 『富士太鼓』（楳茂都陸平）
  - 『草刈王子』（堀正旗）
  - 『日本名所圖繪』（白井鐡造　監督、小野・東ほか合作）

#### 花組
- 2月26日 - 3月24日　宝塚大劇場
  - 『プリンス街へ行く』（岡田恵吉）
  - 『春のワルツ』（吉富一郎　振付）
  - 『四天王寺縁起』（坪内士行）

#### 月組
- 3月26日 - 4月24日　宝塚大劇場
  - 『白鳥の死』（中西武夫）
  - 『清姫』（岡田恵吉）
  - 『春のをどり<白蘭の歌>』（加藤忠松）

#### 雪組
- 4月26日 - 5月24日　宝塚大劇場
  - 『太平洋』（高木史朗）
  - 『赤十字旗は進む』（菊地一夫　作、東郷静男　演出）
  - 『勝鬨』（水田茂）
  - 『サイエンスショウ』（宇津秀男）

#### 花組
- 5月26日 - 6月24日　宝塚大劇場
  - 『広虫姫』（坪井正直）
  - 『支那の夜』（小国英雄　原作、東郷静男　脚本・演出）
  - 『眞夏の夜の夢』（加藤忠松）
  - 『世界の詩集』（中西武夫・高木史朗）

#### 月組
- 6月26日 - 7月24日　宝塚大劇場
  - 『思ひ出の流れ』（中西武夫）
  - 『竹生島龍神記』（久松一聲）
  - 『夏のをどり<花と稲妻>』（岡田恵吉）

#### 雪組
- 7月26日 - 8月25日　宝塚大劇場
  - 『アルプスの山の娘』（東郷静男　脚本・演出）
  - 『蟻』（楳茂都陸平）
  - 『サイパン・パラオ』（宇津秀男）

#### 花組
- 8月27日 - 9月24日　宝塚大劇場
  - 『靜御前』（佐藤邦夫　作、塩谷孝太郎　演出）
  - 『乙女の祈り』（堀正旗）
  - 『日本民踊集』（水田茂　構成）

#### 月組
- 9月26日 - 10月24日　宝塚大劇場
  - 『忘草忍ぶ草』（河田清史）
  - 『滿潮』（岡田恵吉）
  - 『航空日本』（高木史朗　構成、中西武夫・秋田実　合作）

#### 雪組
- 10月26日 - 11月24日　宝塚大劇場
  - 『銃後の合唱』（坪井正直）
  - 『紅葉狩』（水田茂）
  - 『愛馬進軍歌』（宇津秀男　構成、横田・堀・東郷　合作）

#### 花組
- 11月26日 - 12月28日　宝塚中劇場
  - 『海軍病院』（宮川マサ子　原作、寺島信夫　作、東郷静男　演出）
  - 『小國民』（田口きみ子　原作、堀正旗　脚本・演出）
  - 『讀方教室』（宝塚文芸部）

### 東京公演

#### 花組
- 1月1日 - 1月30日　東京宝塚劇場
  - 『寶塚むすめ双六』（白井鐡造）
  - 『春怨』（岡田恵吉　振付）
  - 『色彩幻想曲』（東信一）

#### 月組
- 2月1日 - 2月27日　東京宝塚劇場
  - 『若き日のハイネ』（加藤忠松）
  - 『すめらみくに』（岡田恵吉　構成・演出）

#### 雪組
- 3月1日 - 3月27日　帝国劇場
  - 『太平洋』（高木史朗）
  - 『草刈王子』（堀正旗）
  - 『船辨慶』（水田茂）
  - 『寶塚パレード』（宇津秀男）

#### 花組
- 4月1日 - 4月29日　東京宝塚劇場
  - 『五人道成寺』（水田茂）
  - 『プリンス街へ行く』（岡田恵吉）
  - 『成る夜の感傷』（吉富一郎）
  - 『春のをどり<輝く五重宝塔>』（坪内士行）

#### 月組
- 5月1日 - 6月2日　東京宝塚劇場
  - 『白鳥の死』（中西武夫）
  - 『清姫』（岡田恵吉）
  - 『蘭花譜』（加藤忠松）

#### 雪組
- 6月5日 - 6月17日　東京宝塚劇場
  - 『赤十字旗は進む』（菊田一夫　作、東郷静男　演出）
  - 『素襖落』（水田茂）
  - 『サイエンスショウ』（宇津秀男）

- 6月18日 - 7月1日　東京宝塚劇場
  - 『赤十字旗は進む』（菊田一夫　作、東郷静男　演出）
  - 『小鍛冶』（久松一聲）
  - 『サイエンスショウ』（宇津秀男）

#### 月組
- 8月1日 - 8月29日　東京宝塚劇場
  - 『思ひ出の流れ』（中西武夫）
  - 『竹生島龍神記』（久松一聲）
  - 『夏のをどり』（岡田恵吉）

#### 雪組
- 9月1日 - 9月29日　東京宝塚劇場
  - 『アルプスの山の娘』（東郷静男　脚本・演出）
  - 『蟻』（楳茂都陸平）
  - 『サイパン・パラオ』（宇津秀男）

#### 花組
- 10月5日 - 10月29日　東京宝塚劇場
  - 『広虫姫』（坪井正直）
  - 『子供の四季』（坪田譲治　原作、中西武夫　脚本・演出）
  - 『日本民謡集』（水田茂　構成）

#### 月組
- 11月1日 - 11月30日　東京宝塚劇場
  - 『忘草忍ぶ草』（河田清史）
  - 『すめらみくに』（岡田恵吉　構成・演出）
  - 『航空日本』（高木史朗　構成、中西武夫・秋田実）

### 宝塚・東京以外の公演
- 雪組　1月4日 - 1月8日　京都宝塚劇場
  - 『明治元年』（塩谷孝太郎）
  - 『船辨慶』（水田茂）
  - 『みち草』（東郷静男）
  - 『日本名曲集』（白井鐡造）

- 雪組　1月11日　大阪・中央公会堂
  - 『妙道成寺』（水田茂）
  - 『獨逸少年獻金隊』（堀正旗）

- 雪組　3月30日 - 4月7日　名古屋宝塚劇場
  - 『太平洋』（高木史朗　構成）
  - 『草刈王子』（堀正旗）
  - 『棒しばり』（水田茂）
  - 『寶塚行進曲』（宇津秀男）

- 選抜　4月18日 - 5月12日　岡山・広島・徳山・下関・小倉・博多・佐世保・長崎・熊本・大分・別府
  - 『すめらみくに』（岡田恵吉）
  - 『ジャンヌの扇』（白井鐡造）
  - 『奴道成寺』（水田茂）
  - 『寶塚行進曲』

- 選抜　5月26日　大阪・中央公会堂

- 雪組　6月1日・2日　岐阜
  - 『太平洋』（高木史朗）
  - 『赤十字旗は進む』（菊田一夫　作）
  - 『素襖落』（水田茂）
  - 『寶塚行進曲』（宇津秀男）

- 花組　7月4日 - 7月28日　福井、新潟、秋田、青森、函館、旭川、小樽、札幌、室蘭、盛岡、仙台
  - 『十津川少女』（小野晴通）
  - 『素襖落』（水田茂）
  - 『ジャンヌの扇』（白井鐡造）
  - 『宝塚名作集』（宝塚文芸部）

- 雪組　8月30日　東京・後楽園
  - 『サイパン・パラオ』（宇津秀男）

- 花組　11月　名宝劇場
  - 『広虫姫』（坪井正直）
  - 『子供の四季』（中西武夫　脚本）
  - 『日本民謡集』

- 合同　12月6日 - 12月25日　大阪・北野劇場
  - 『赤十字旗は進む』（菊田一夫　作）
  - 『夢見曽我』（小野晴通）
  - 『航空日本』（高木史朗）
  - 『新版寶塚忠臣蔵』（宝塚文芸部）